# Limače
Limače (nemško Fritzendorf) je naselje občine Šmohor - Preseško jezero v okraju Šmohor na Koroškem v Avstriji.